# Uuencode
uuencode (z ang. Unix to Unix Encode) – kodowanie transportowe, sposób konwertowania plików zawierających znaki spoza zestawu ASCII (w szczególności plików binarnych) na kod ASCII, wykorzystywany podczas wymiany poczty elektronicznej. Pozwala na wysłanie załączników przez Internet w taki sposób, aby inny komputer mógł przywrócić plikowi oryginalny format. Nazwa kodowania i programu kodującego wywodzi się od pierwotnego zastosowania do przesyłania plików z wykorzystaniem oprogramowania UUCP. Protokół UUCP konwertuje znaki między poszczególnymi stronami kodowymi i z tego powodu nie nadaje się do bezpośredniego przesyłania plików binarnych. 
Program i algorytm dekodowania nosi nazwę uudecode.